# Nongshim
Nongshim Co., Ltd. é um conglomerado sul coreano que atua no ramo alimentício e bebidas.

## História
Em 18 de Setembro de 1965, a Nongshim foi estabelecida sob o nome de Lotte Food Industrial Company em Seul, como Lotte Ramyun que vendia macarrão instantâneo.

## Subsidiarias
Nongshim tem 10 afiliadas: Nongshim Holdings, Taekyung Nongsan, Youlchon Chemistry, Mega Mart, Nongshim Communication, NDS (Nongshim Data System), Nongshim Engineering, Youlchol Foundation, Hotel Nongshim, e Nongshim Development.